# Schrenkia
Schrenkia là chi thực vật có hoa trong họ Apiaceae.